# 戴維斯·洛夫三世
戴維斯·洛夫三世（英語：Davis Milton Love III，1964年4月13日—），美國男子職業高爾夫球運動員，在PGA巡回赛中勝出過21次，包括1997年的PGA錦標賽。他在男子高爾夫世界排名曾位列前10名超過450個星期，並且曾經染指世界第二的頭銜。他在2017年入選世界高爾夫名人堂。

## 外部連結
- 官方网站
- 戴維斯·洛夫三世在PGA巡迴賽的官方網站
- 戴維斯·洛夫三世在日本高爾夫巡迴賽官方網站
- 戴維斯·洛夫三世在男子高爾夫世界排名的官方網站